# Lady Gotham Tournament 1973
Il Lady Gotham Tournament 1973 è stato un torneo di tennis giocato sul cemento indoor. È stata la 3ª edizione del torneo, che fa parte del Women's International Grand Prix 1973. Si è giocato a New York negli USA dal 26 marzo al 1º aprile 1973.

## Campionesse

### Singolare
Chris Evert ha battuto in finale  Katja Ebbinghaus con il punteggio di 6–0, 6–4

### Doppio
- Doppio non disputato